# Almira Skripchenko
Almira Skripchenko (Chișinău, 17 febbraio 1976) è una scacchista e giocatrice di poker moldava naturalizzata francese, maestro internazionale e grande maestro femminile.

## Carriera

### Giovanili
Nata in Moldavia da padre ucraino e madre armena, entrambi pedagoghi e insegnanti di scacchi, iniziò a giocare a scacchi a 6 anni.
A seguito della dissoluzione dell'Unione Sovietica, a partire dal 1991 ebbe la possibilità di partecipare ai Campionati del mondo giovanili di scacchi come rappresentante della Moldavia: nel 1992 a Duisburg, in Germania, vinse la medaglia d'oro nel femminile Under 16, mentre nel 1993 a Bratislava, nella neonata Repubblica Slovacca, quella di bronzo nel femminile Under 18.

### Eventi individuali

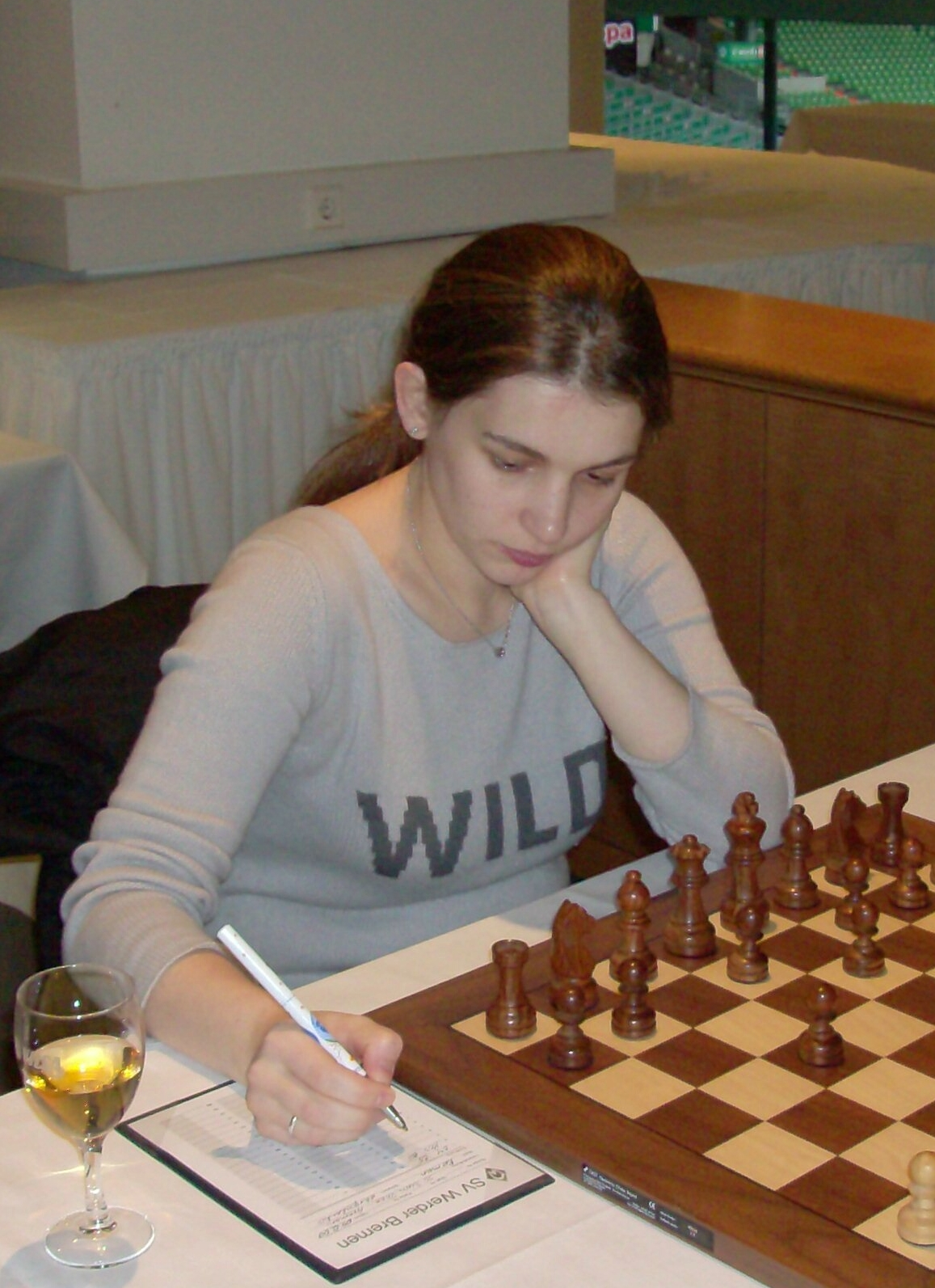
Almira Skripchenko nel 2007

Il suo successo individuale più importante è stata la vittoria nel 2001 nella seconda edizione del Campionato europeo individuale. Lo stesso anno è stata eletta Sportiva moldava dell'anno e le è stato conferito l'Ordine al merito della Moldavia.
Nel 2004 ha vinto a Krasnotur'insk la North Urals Cup, considerata uno degli eventi femminili più forti di sempre. Erano presenti 10 delle migliori giocatrici in attività, tra le quali la bulgara allora Campionessa del Mondo Antoaneta Stefanova (Elo 2527), la georgiana 5 volte Campionessa Majja Čiburdanidze (2498) e l'allora Campionessa nazionale russa Alisa Galljamova (2490). Si è trattato di un evento giocato in un girone all'italiana sui 9 turni che ha visto prevalere la giocatrice francese con mezzo punto di vantaggio su Majja Čiburdanidze, ottenendo una performance di 2584.
Nel 2005, a Biel, ha vinto il Torneo Accentus Ladies e il premio come migliore donna al Tradewise Gibraltar Chess Festival a Gibilterra.
Ha vinto (7 volte, record davanti a Sophie Milliet) il Campionato francese femminile nel 2004, 2005, 2006, 2010, 2012, 2015 e 2022.
Ha partecipato 2 volte (2002 e 2003) al Campionato francese assoluto, prima donna di sempre a prendere parte alla competizione.

#### Nel ciclo mondiale
Nel 1995 ha preso parte al Torneo interzonale di Chișinău, un evento tra 52 giocatrici a 13 turni che ha chiuso al 20º posto con 7 punti.
Ha partecipato a sei edizioni dei Campionati del Mondo femminili: Nuova Delhi 2000 (eliminata ai quarti dalla serba Alisa Marić), Mosca 2001 (eliminata ai quarti dalla russa Aleksandra Kostenjuk), Ėlista 2004 (eliminata al primo turno dalla ceca Jana Jacková), Ekaterinburg 2006 (eliminata al primo turno dall'inglese Jovanka Houska), Antiochia 2010 (eliminata ai quarti dalla cinese Zhao Xue) e Chanty-Mansijsk 2012 (eliminata al primo turno dalla polacca Monika Soćko).

### Eventi a squadre

#### Nazionale
Con l'esclusione dell'edizione di Chanty-Mansijsk 2010 ha partecipato a tutte le Olimpiadi degli scacchi del ventennio 1992-2012. Ha giocato in totale 115 partite, ottenendo 49 vittorie, 39 pareggi e 27 sconfitte. Dopo 5 edizioni con la nazionale moldava, a partire da Manila 1992 ha giocato per la nazionale francese. I suoi risultati migliori sono stati un 5º posto individuale a Ėlista 1998 e un 5º di squadra a Calvià 2004.
Tra il 1992 e il 2017 ha partecipato (2 volte con la Moldavia e 5 con la Francia) a sette edizioni del Campionato europeo a squadre (nel 1992, nel periodo 2001-2007 e in quello 2015-2017), per un totale di 54 partite (+24, =20, -10) ottenendo come migliori piazzamenti una medaglia d'argento personale e una d'argento di squadra nell'edizione del 2001, oltre ad una di bronzo individuale in quella del 2015.

#### Club
Conta numerose partecipazioni nella sezione femminile del Campionato europeo a squadre per club. Dopo aver giocato per la BAS Belgrade nell'edizione del 2000 e per la ULIM Chişinău in quella del 2003, è stata membro della CE de Monte Carlo dal 2007 al 2016 (saltando l'edizione del 2015). Durante questo periodo la squadra ha vinto 6 ori e 2 argenti, nell'edizione del 2009 in squadra con le quattro Grandi Maestre Koneru Humpy, Aleksandra Kostenjuk, Pia Cramling e Monika Soćko Skripchenko ha vinto la medaglia d'argento personale come riserva.
Nel 1998 ha anche giocato nella sezione Open dello stesso come 1ª scacchiera della olandese RMC, ottenendo 1 vittoria e 2 pareggi.
Ha vinto il Campionato francese a squadre sei volte, 2 con il NAO Chess Club (2003 e 2004) e 4 con il Clichy Echecs (2007, 2008, 2012 e 2013).
Nel 2005 con il Werder Bremen ha vinto la Bundesliga femminile, il Campionato tedesco a squadre.
Tra le altre sue partecipazioni a competizioni a squadre, quella con la Shandong Qilu Evening News nella Coppa cinese a squadre del 2005 come quarta scacchiera assieme a, tra gli altri, il Grande Maestro cinese Bu Xiangzhi 1ª scacchiera e la sua allora undicenne connazionale Hou Yifan come 2a riserva, esperienza che concluse con +3 =10 -0.

### Nella ACP
È membro della Association of Chess Professionals dal 2003, all'interno della quale ha nel 2009 ricoperto la carica di Tesoriere nel Consiglio di amministrazione.

## Poker
Skripchenko è una giocatrice di poker di livello professionistico e ha giocato in diversi tornei maggiori. Nelle World Series of Poker 2009 ha chiuso come settima un evento di $2,000 No-Limit Hold’em, incassando 78.664 dollari.
Nel 2010 ha vinto il premio Giocatrice dell'anno 2009 ai France Poker Awards.
Nel 2011 ha vinto 50.000 dollari concludendo seconda nel torneo World Poker Tour celebrity invitational.
Le sue vincite superano i 250.000 dollari

## Shogi
È inoltre appassionata di shōgi, che pratica a livello di buon dilettante occidentale.

## Vita privata
Nel 1997 si è sposata con il Grande Maestro francese Joël Lautier e si è trasferita in Francia, nazione della quale ha preso la cittadinanza nel 2001. Ha divorziato dal primo marito nel 2002. Si è successivamente risposata con il francese Laurent Fressinet, anch'egli Grande Maestro. La coppia ha avuto una figlia nel gennaio 2007.